# Monte Arpone
Il monte Arpone (mont Arpon in piemontese) è una montagna delle Alpi Graie alta 1.603 m.
Si trova all'inizio della val di Susa ed interessa i comuni di Rubiana, Viù e val della Torre. Non deve essere confuso col quasi omonimo ma più basso Monte Arpon (1236 m), sito a poca distanza nel comune di Rubiana presso la borgata di Favella, sul lato opposto del torrente Messa.

## Descrizione

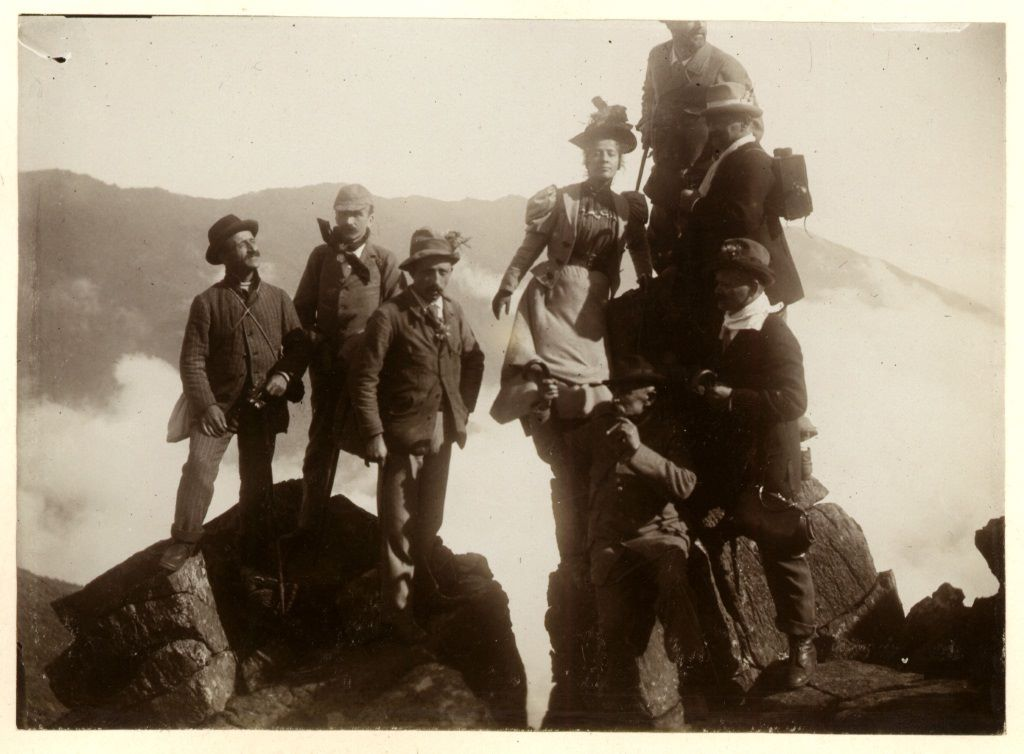
Escursionisti in vetta a inizio XX secolo (foto M.Gabinio)

La montagna appartiene alla cresta spartiacque che divide il bacino della Dora Riparia da quello della Stura di Lanzo. 
Rappresenta un nodo orografico piuttosto importante perché da esso si diparte il costolone che culmina nel monte Colombano e che chiude prima verso nord la val Casternone e poi la divide dalla val Ceronda.
È separato dal monte Curt dal colle a quota 1.157 m in corrispondenza del quale sorge il santuario della Madonna della Bassa. Seguendo la cresta ovest ad un km in linea d'aria si incontra il colle del Lis, mentre la cresta nord-est si dirige verso il già citato monte Colombano.
Situato in provincia di Torino, a circa 25 km ad ovest del capoluogo, il Monte Arpone ricade nei territori comunali di Rubiana, Viù e val della Torre (rispettivamente appartenenti alle ex comunità montane Valle Susa e Val Sangone, Valli di Lanzo e Val Ceronda e Casternone, poi trasformate in unioni di comuni). Il monte Arpone è compreso nel Parco Naturale di interesse provinciale del Col del Lys; il suo versante valsusino è stato interessato nel corso del Novecento da estesi lavori di rimboschimento con essenze resinose.
Sulla cima si trova il punto geodetico trigonometrico dell'IGM denominato monte Arpone (cod. 055007).

## Geologia
Come il vicino monte Colombano anche il monte Arpone è composto prevalentemente di rocce lherzolitiche, in parte serpentinizzate.

## Alpinismo e sci

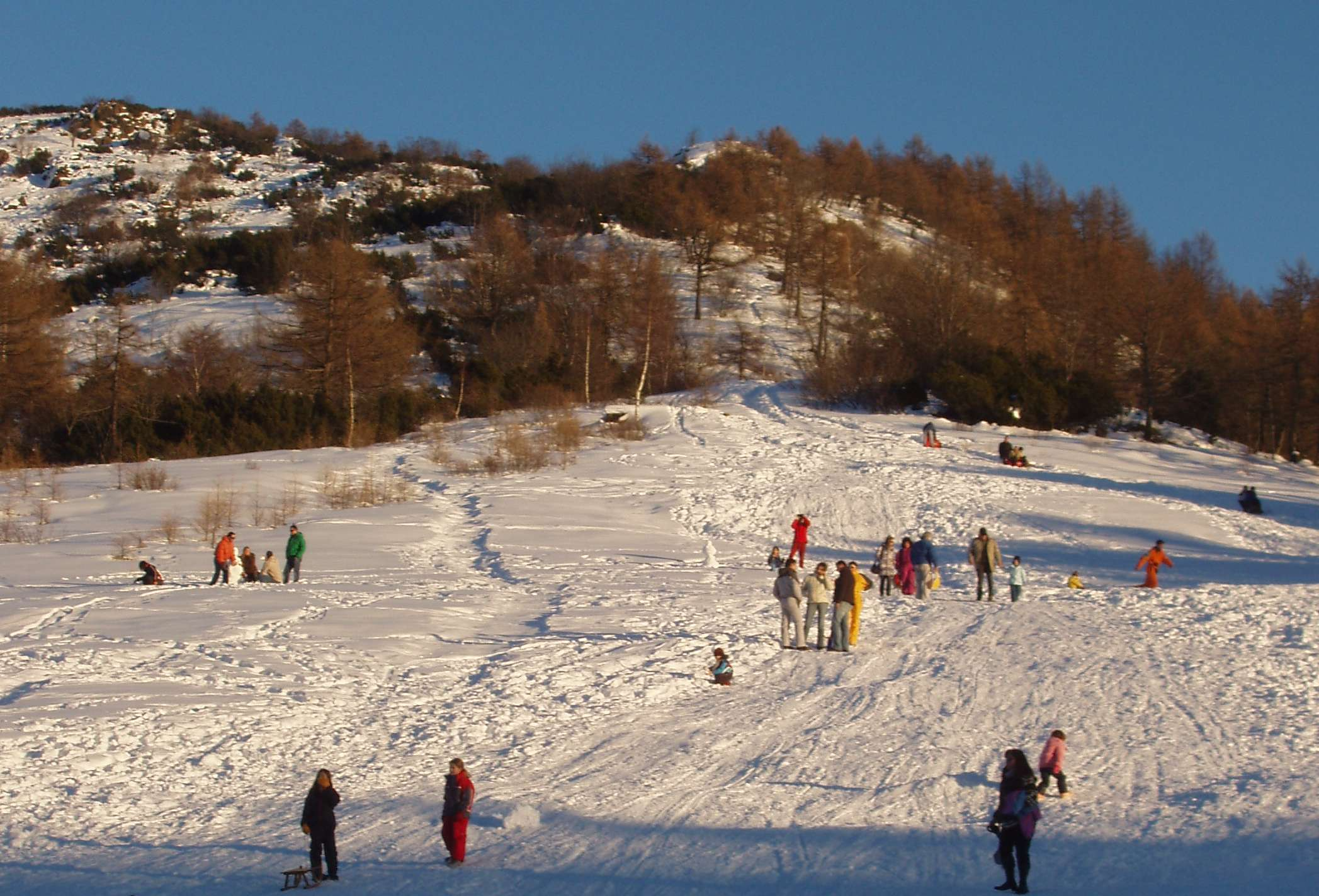
Il monte Arpone visto dal colle del Lis prima della costruzione dello snow park

Il monte Arpone è di interesse prevalentemente escursionistico, ed è raggiungibile abbastanza agevolmente seguendo le tracce di sentiero che ne percorrono le tre creste, con partenza dal santuario della Madonna della Bassa, oppure dal vicino colle del Lis (sentiero contrassegnato da tacche blu) ovvero dal colle della Portia. 
Sul suo versante settentrionale durante l'inverno viene battuta una pista di sci di fondo mentre nel suo tratto più a valle la cresta che scende verso il colle del Lis è attivo un baby snow park, frequentato da famiglie che ne utilizzano la pista di discesa per bob e slittini.

## Cartografia

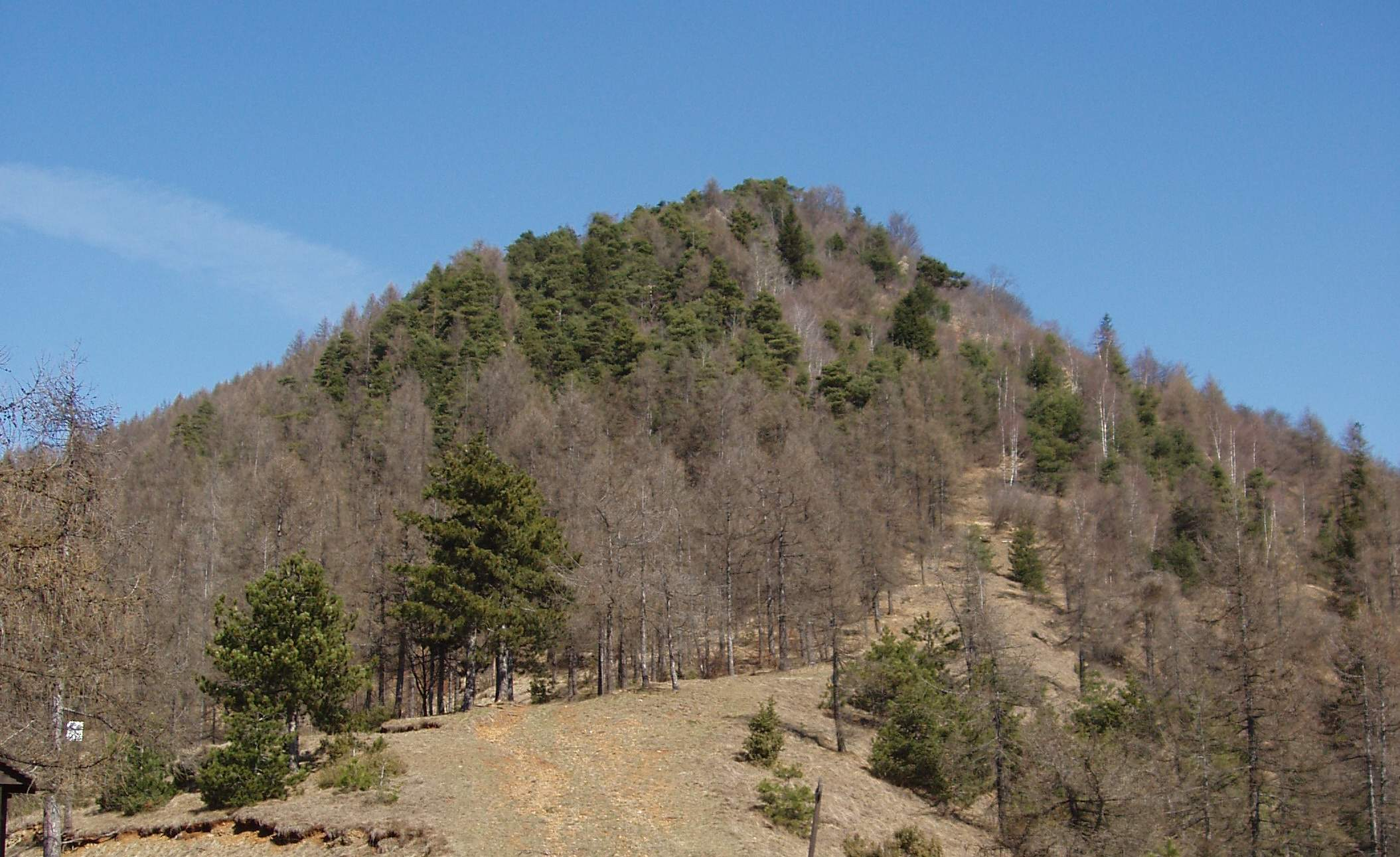
Vista dalla Madonna della Bassa

- Cartografia ufficiale italiana dell'Istituto Geografico Militare (IGM) in scala 1:25.000 e 1:100.000, consultabile on line
- Istituto Geografico Centrale - Carta dei sentieri e dei rifugi scala 1:50.000 n. 2 Valli di Lanzo e Moncenisio
- Fraternali editore - Carta dei sentieri e stradale scala 1:25.000 n.4 Bassa valle Susa Musinè val Sangone collina di Rivoli

## Punti d'appoggio
- Rifugio Portia